# 庫氏真稜蜥
庫氏真稜蜥（学名：Eutropis cumingi），又名庫明氏真稜蜥、庫氏南蜥，是石龍子科真稜蜥屬的一種。原僅分佈於菲律賓的呂宋島，近年始於蘭嶼發現。

## 描述
體長約 (5.5cm)，頭部和身體背面呈光滑的灰黑色，背部有一中線，體側有一條由白色間隔開的黑色側帶，側帶由鼻子經眼睛延伸至後腳基部。
捕食昆蟲或無脊椎動物為食，棲息於沙灘和珊瑚礁區。

## 保护
本种于2023年被收录入《有重要生态、科学、社会价值的陆生野生动物名录》。